# Mario Ruffini
Mario Ruffini (* 23. September 1896; † 1980) war ein italienischer Romanist, Rumänist und Übersetzer.

## Leben und Werk
Ruffini war an der Universität Turin Professor für rumänische Sprache und Literatur, hat aber auch zu anderen romanischen Sprachen publiziert.

## Werke

### Rumänistik
- Correnti spirituali nella moderna letteratura romena, Rom 1933
- L'influenza italiana in Valacchia nell'epoca di Constantin-Voda Brancoveanu (1688-1714), Mailand 1933, 68 Seiten
  - L'influsso italiano in Valacchia nell'epoca di Costantino Vodă Brâncoveanu (1688 - 1714), München 1974, 268 Seiten (Acta historica 11)
- Introduzione bibliografica allo studio della Romania, Rom 1934
- La Romania e i romeni, Mailand 1939
- (Hrsg.) Antologia romena. Testi moderni, Modena 1940
  - Antologia romena dei secoli 16. e 17., Turin 1964
- Il problema della romanità nella Dacia traiana. Studio storico-filologico, Rom 1941
- La scuola latinista romena, 1780-1871. Studio storico-filologico, Rom 1941
- Storia dei Romeni di Transilvania, Turin 1942 (rumänisch: Istoria românilor din Transilvani, Bukarest 1993)
- (Hrsg. und Übersetzer) Mihai Eminescu, Poesie d'amore, Turin 1963
- Biblioteca Stolnicului Constantin Cantacuzino, Bukarest 1973
- Aspetti della cultura religiosa ortodossa romena medievale. Secoli 14.-18., Rom 1986

### Weitere Romanistik
- (Übersetzer) Gonzague Truc, Il ritorno alla scolastica, Turin 1926
- (Übersetzer) Ricardo Levene, La rivoluzione dell'America spagnuola nel 1810, Florenz 1929
- Vincenzo Cuoco, Turin 1936
- I poeti del dolce stil nuovo, Turin 1937
- Verso una nuova grammatica, Mailand 1939
- Il "Tratado de la adivinanza" di Lope de Barrientos, Turin 1949
- (Hrsg.) Jean Bodel, Le jeu de Saint Nicolas, Turin 1949
- Le origini letterarie in Spagna 1. L'epoca visigotica, Turin 1950
- Il trovatore Aimeric de Belenoi, Turin 1951
- (Hrsg.) I Fioretti di san Francesco, Turin 1953
- Observaciones filológicas sobre la lengua poetica de Alvarez Gato, Sevilla 1953
- (Hrsg.) Ramon Llull, Lo sconforto, Florenz 1953
- (Hrsg.) L'Apocalisse della Madre del Signore, Florenz 1954
- Fernando Colombo e i libri italiani della Biblioteca Colombina di Siviglia, Turin 1960
- (Hrsg.) Giuliano Dati, La storia della inventione delle nuove insule di Channaria indiane, Turin 1967